# Цейтлин, Стелла Наумовна
Сте́лла Нау́мовна Це́йтлин (род. 23 февраля 1938, Москва) — советский и российский лингвист, доктор филологических наук, профессор РГПУ им. А. И. Герцена. Основоположник научной школы российской онтолингвистики.

## Биография
Мать, Фанни Михайловна, работник планового отдела оборонного завода. Отец, Наум Ефимович Цейтлин, один из организаторов Московского дворца пионеров, заведующий отделом технического творчества, преподаватель МГПИ им. В. И. Ленина. Автор многочисленных книг, посвященных проблемам трудового обучения детей, сотрудник и ученик М. Н. Скаткина. Фронтовик, орденоносец, боевой путь закончил в Берлине.
С золотой медалью окончила школу № 2 г. Тушино (ныне это Тушинский район Москвы), затем училась на историко-филологическом факультете МГПИ им. В. И. Ленина. После окончания института несколько лет преподавала литературу, русский язык и английский язык сначала в школах Москвы, а потом Ленинграда, куда переехала в связи с замужеством (муж — Лев Давидович Рыскин). Дольше всего (5 лет) проработала в 139-й школе Калининского района.
В 1968—1971 годах училась в заочной аспирантуре ЛГПИ им. А. И. Герцена на кафедре русского языка (научный руководитель — Александр Владимирович Бондарко). Одновременно начала работать на кафедре ассистентом на условиях почасовой оплаты (в течение 17 лет). В 1972 году защитила кандидатскую диссертацию «Субстантивные предложения в современном русском языке и их темпоральная характеристика». В 1980 году была принята на новую кафедру — русского языка для нефилологических специальностей: сначала штатным ассистентом, а с 1984 года — доцентом этой кафедры. Сфера её научных интересов к этому времени расширилась: кроме проблем синтаксиса русского языка и функциональной грамматики, её стали интересовать проблемы освоения языка ребёнком, в первую очередь — лингвистические причины распространенности в речи детей многочисленных отступлений от языковой нормы. Это нашло отражение не только в докладах и научных и научно-популярных статьях (в журналах «Наука и жизнь», «Русская речь» и др.), но и в тематике спецкурсов, курсовых работах студентов.

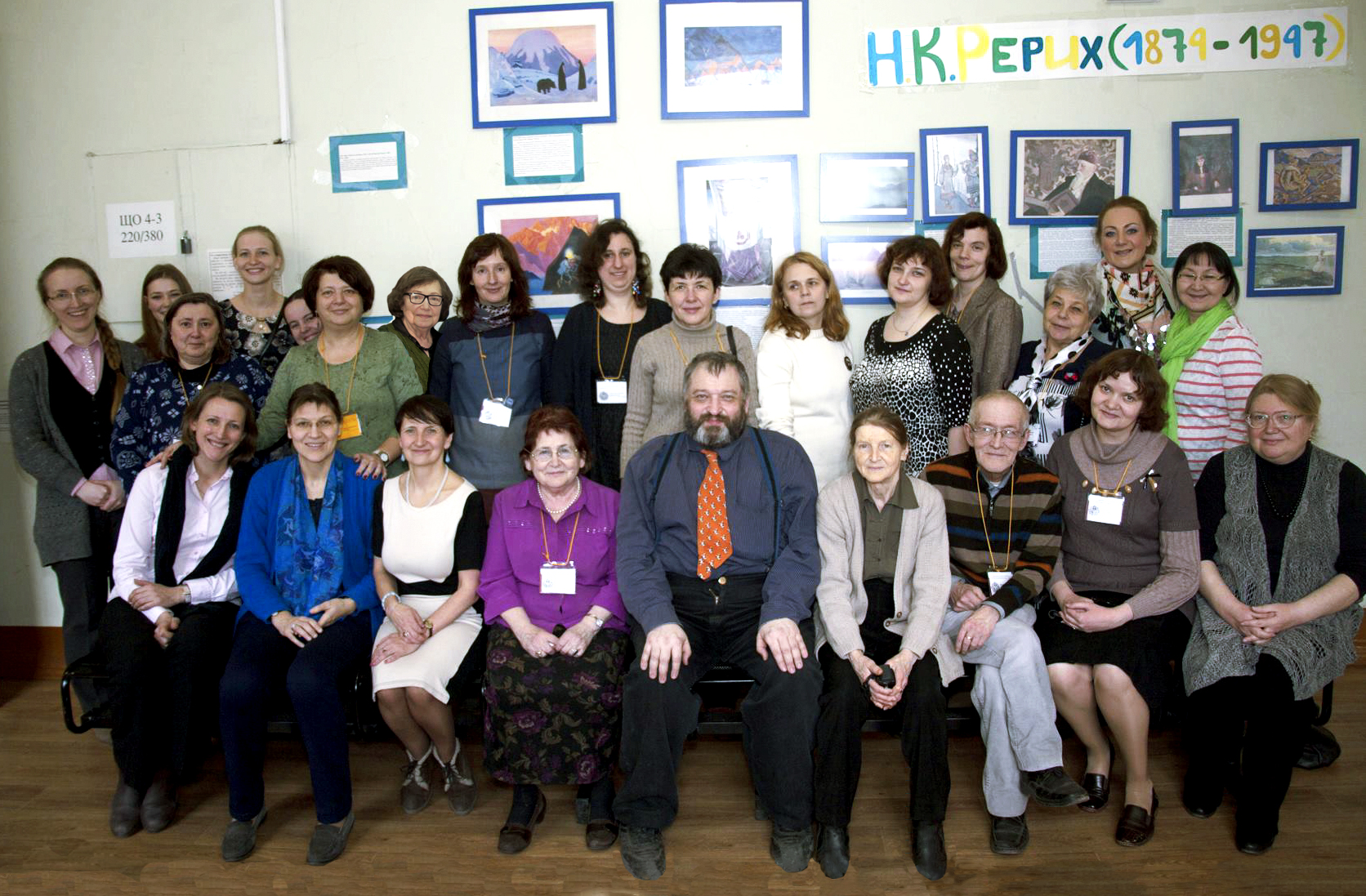
Участники конференции «Проблемы онтолингвистики — 2016»

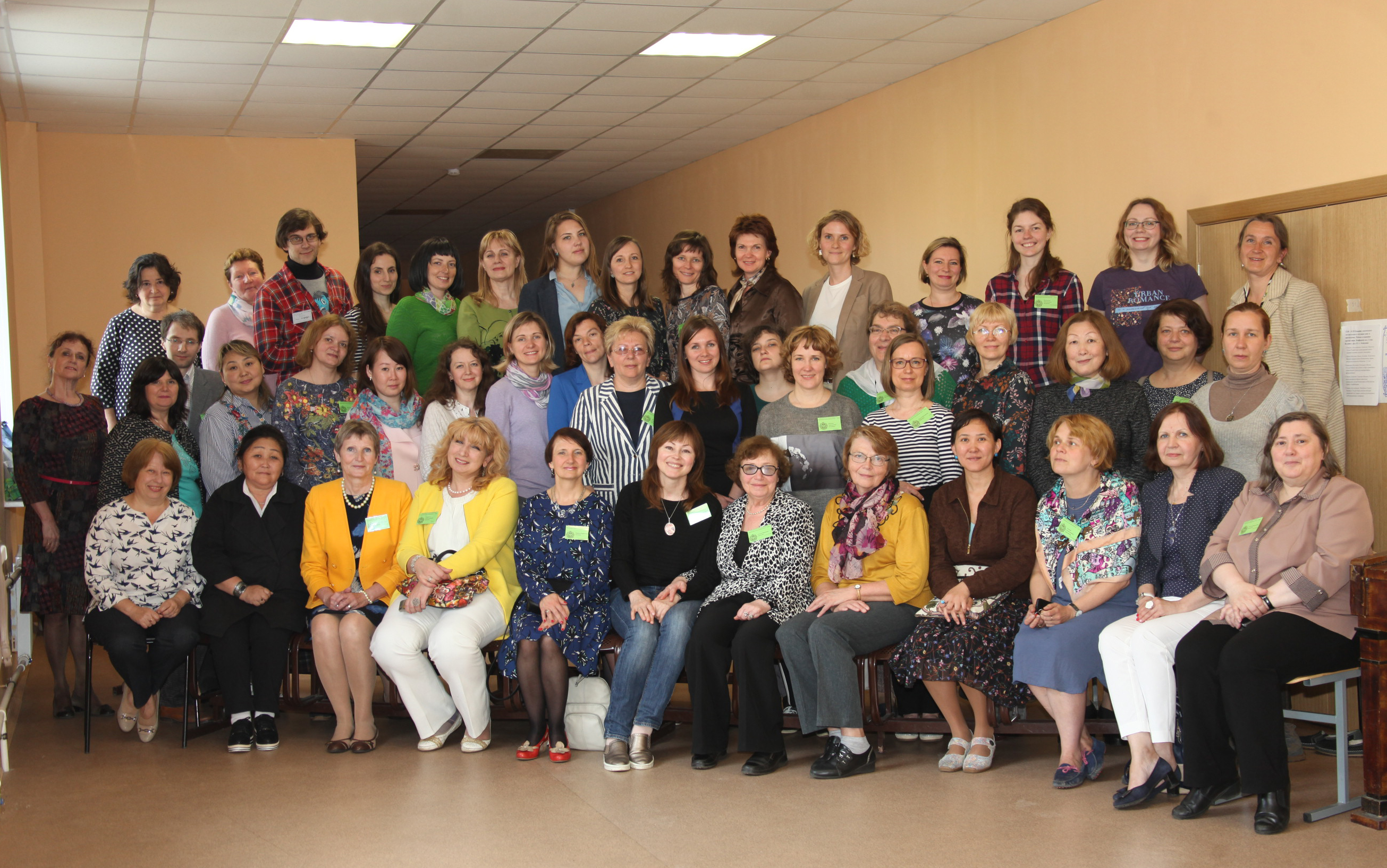
Участники конференции «Проблемы онтолингвистики — 2017: освоение и функционирование языка в ситуации многоязычия»

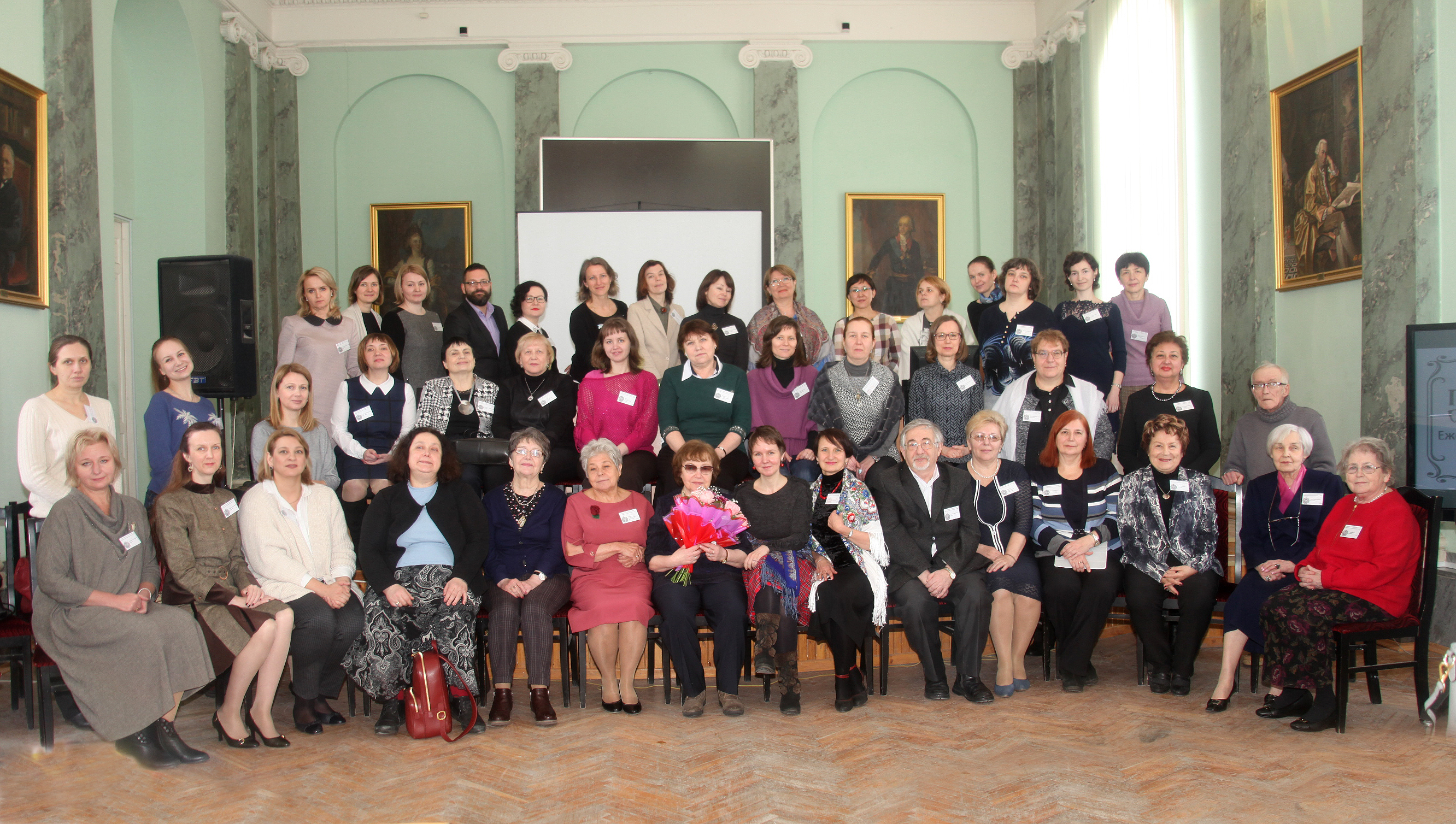
Участники конференции «Проблемы онтолингвистики — 2018»

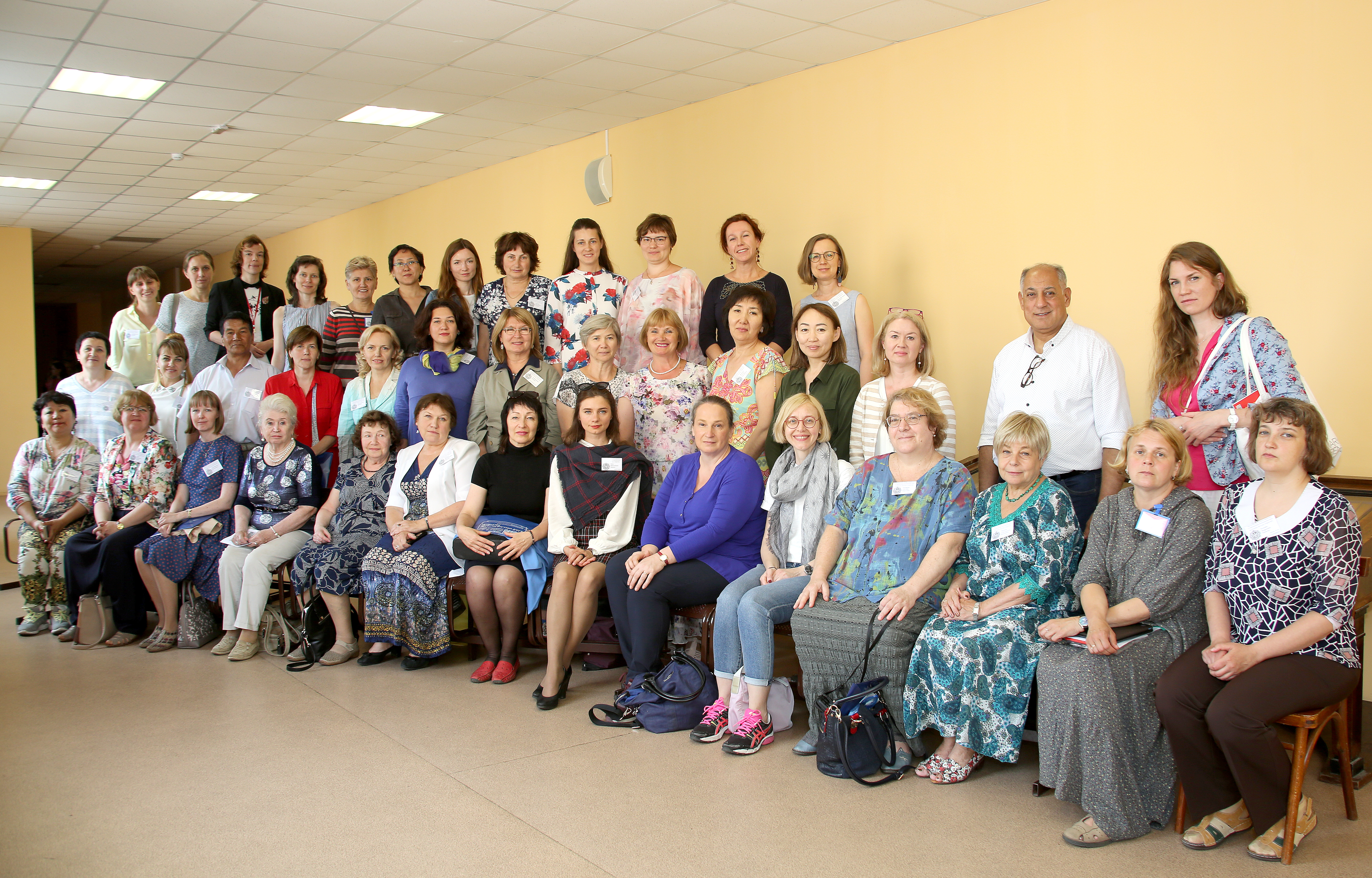
Участники конференции «Современная онтолингвистика: проблемы, методы, открытия», 2019

В 1989 году защитила докторскую диссертацию «Детская речь: инновации формообразования и словообразования (на материале современного русского языка)». В 1991 году была избрана профессором кафедры русского языка для нефилологических специальностей.
С 1991 года — заведующая первой в России кафедрой детской речи на факультете дошкольного воспитания (с 2003 года — институт детства РГПУ), просуществовавшей 20 лет (1991—2011). В работе кафедры объединялись новейшие научные исследования в области лингвистики детской речи с практикой её преподавания. Сотрудники кафедры представляли собой единый научно-исследовательский коллектив; спектр изучаемых явлений был разнообразен: речь ребёнка на ранних этапах, освоение детьми письма и чтения, фонетика, лексика, грамматика детской речи, языковая рефлексия детей, модификация детьми стихотворных текстов, речевая диагностика, освоение русского языка как второго (иностранного), восприятие книги ребёнком и др.В первые годы исследований С. Н. Цейтлин в анализе детских ошибок в первую очередь искала ответы на лингвистические вопросы: как устроена, функционирует и развивается система русского языка. Но, изучая детскую речь, исследовательница не могла не повернуться к самому ребёнку. Сегодня С.Н. Цейтлин, её коллеги и ученики рассматривают речь ребёнка с позиции не только языкознания, но и психологии речи и психолингвистики, изучая, каким образом ребёнок пользуется доступными ему языковыми средствами, как он выстраивает собственную языковую систему, необходимую для общения с окружающими его людьми.
В течение 6 лет исполняла обязанности представителя России в бюро международной ассоциации исследователей детской речи (IASCL).
Руководит Всероссийским постоянно действующим семинаром по детской речи (онтолингвистике), объединившим специалистов разных областей и направлений — лингвистов, логопедов, психологов, психолингвистов и связывающим ученых России с научно-исследовательскими центрами за рубежом и являющимся секцией Петербургского лингвистического общества. С 1993 года — заведующая Лабораторией детской речи РГПУ им. А. И. Герцена, при которой создан обширный Фонд данных детской речи (собрание записей спонтанной речи, родительских дневников, видео- и аудиозаписей).
С.Н. Цейтлин принадлежит идея создания русской версии MacArthur Communicative Development Inventories (Макартуровского опросника речевого и коммуникативного развития ребёнка), адаптированного сегодня более, чем для 100 языков мира. В результате работы коллектива под руководством С.Н Цейтлин в 2012 году были впервые получены нормы речевого развития русскоязычных детей от 8 месяцев до 3 лет.
С 2011 года — профессор кафедры языкового и литературного образования ребёнка РГПУ им. А. И. Герцена.
Член редакционной коллегии журнала «Русский язык в школе», журнала, издаваемого в Риге, а также издаваемого на Украине.
Член 3 диссертационных советов.
В течение многих лет С. Н. Цейтлин читает базовые лекционные курсы по онтолингвистике и серию спецкурсов в РГПУ им. А. И. Герцена. В течение семи лет читала также спецкурс по онтолингвистике на филологическом факультете Санкт-Петербургского государственного университета. Под руководством С. Н. Цейтлин разработана программа курса детской речи, которая используется в настоящее время во многих университетах России; создана серия учебных пособий по данному курсу.
Автор более 300 публикаций, среди которых монографии «Язык и ребёнок: лингвистика детской речи»; «Речевые ошибки и их предупреждение» ,"Очерки по словообразованию и формообразованию в детской речи", «Лингвистические этюды» (аннотацию и оглавление см. ), «Словарь детских словообразовательных инноваций», главы в коллективных монографиях по функциональной грамматике (серии «Теория функциональной грамматики», «Проблемы функциональной грамматики», издаваемых в ИЛИ РАН), а также многочисленные статьи на русском и английском языках, председатель оргкомитета ежегодной международной конференции «Проблемы онтолингвистики» (проводятся с 1994 г.). Под руководством С. Н. Цейтлин защищено 17 кандидатских и более 30 магистерских диссертаций.
Являлась научным руководителем в 12 научно-исследовательских проектах, получивших финансовую поддержку РГНФ и РФФИ, а также Минобразования."Словари детской речи" (1993), «Фонд данных детской речи» (1995); «Исследование процесса усвоения детьми русского письма в норме и при патологии» (1999); «Онтогенез диалогической речи» (1999); «Освоение ребёнком родного (русского) языка: ранние этапы» (2006); «Исследование стратегий освоения языка детьми дошкольного и младшего школьного возраста» (государственное задание Минобрнауки РФ); «Инофон в современном русскоязычном обществе: становление грамматической системы» (2012—2014) ОИФН РАН", а также участником многих грантов (например, грант РНФ «Механизмы усвоения русского языка и становление коммуникативной компетенции на ранних этапах развития ребёнка» (2015), грант РФФИ "Лексическое развитие детей -билингвов раннего возраста" (2019-2021).
Неоднократно выступала на симпозиумах, конгрессах и конференциях, проводимых за рубежом (1990 — Будапешт, 1993 и 1994 — Краков, 1996 — Стамбул, 1997 — Вена, 2000 — Кан, 2000 — Турку, 2001 — Ольденбург, 2001 — Берлин, 2003 — Нью-Йорк, 2005 — Берлин).
Несколько раз в качестве приглашенного лектора принимала участие в работе зарубежных университетов (Ольденбург, Нью-Йорк, Берлин, Тарту).
В течение 6 лет, являясь членом Международной ассоциации исследователей детской речи (IASCL), входила в исполнительный комитет данной организации, являясь координатором исследований от России. Принимала участие в двух международных научных проектах, посвященных усвоению детьми грамматики родного языка.
С 2006 года является руководителем научного направления «Лингвистика детской речи» в РГПУ им. А. И. Герцена.
С 1999 года С. Н. совмещает работу в РГПУ с работой в Институте лингвистических исследований (ИЛИ РАН), являясь ведущим научным сотрудником Отдела теории грамматики.
Читает открытые лекции в РГПУ им. А. И. Герцена для всех желающих.
Почетный профессор Российского государственного педагогического университета имени А. И. Герцена и Череповецкого государственного университета.
Награждена Почетной грамотой Министерства образования РФ, медалью «В память 300-летия Петербурга», Знаком Почёта РГПУ им. А. И. Герцена, а также медалью И. И. Бецкого.

## Основные работы
- Речевые ошибки и их предупреждение. На материале ошибок школьника. М.: Просвещение, 1982.- 143 с.; Изд. 4-е, испр. М., 2012; М., 2017
- Язык и ребёнок: лингвистика детской речи. Москва : ВЛАДОС, 2000. – 239 с.
- (Сост.). Словарь детских словообразовательных инноваций. Muenchen, 2001.
- (Сост.). Словарь детских словообразовательных инноваций. СПб., 2006.
- Семантическая категория посессивности в русском языке и её освоение ребёнком // Семантические категории в детской речи / Российская Академия наук ; Институт лингвистических исследований. – Санкт-Петербург : Издательство Нестор-История, 2007
- Очерки по словообразованию и формообразованию в детской речи / С. Н. Цейтлин. – Москва : Знак, 2009. – 592 с. – (Studia philologica).
- Лингвистические этюды.  Санкт-Петербург : Российский государственный педагогический университет им. А.И. Герцена, 2013. – 408 с.
- К построению грамматики промежуточного языка // Acta Linguistica Petropolitana. Труды института лингвистических исследований. – 2015. – Т. 11, № 1. – С. 515-538.
- Из истории онтолингвистики / С. Н. Цейтлин, М. Б. Елисеева // Русский язык в школе. — 2016. — № 4. — С. 17-22.
- Язык и ребёнок. Освоение ребёнком родного языка : учебное пособие для вузов / С. Н. Цейтлин. — Москва : ВЛАДОС, 2017. — 240 с.
- САНКТ-ПЕТЕРБУРГСКАЯ ШКОЛА ОНТОЛИНГВИСТИКИ / С. Н. Цейтлин, М. Д. Воейкова // Вопросы психолингвистики. — 2019. — № 1(39). — С. 182—205.
- Онтолингвистические этюды: монография. — 2-е изд., испр. и доп. / под науч. ред. М. Б. Елисеевой. — СанктПетербург : Издательство РГПУ им. А. И. Герцена, 2024. — 272 с